# Археологические памятники УССР
Археологические памятники УССР (укр. Археологічні пам’ятки УРСР) — серия изданий Института археологии АН УССР (ныне НАН Украины), выходивших в Киеве с 1949 по 1963 год.

## Общие сведения
В серии изданий «Археологические памятники УССР» публиковались научные отчёты и материалы полевых археологических исследований, а также монографии об отдельных памятниках от раннего палеолита до Киевской Руси включительно.
В редакционную коллегию издания входили: академик АН УССР Пётр Ефименко (ответственный редактор), член-корреспондент АН УССР Лазарь Славин и доктор исторических наук Михаил Рудинский.

## Публикации
Всего с 1949 по 1963 годы было издано 13 томов. Их публикация дала возможность комплексно представить особенности развития древнего населения территории современной Украины и стала основой для симбиоза исторической науки и археологии.
В томах 8 и 9 серии «Археологические памятники УССР» помещены материалы, касающиеся раскопок в районе новостроек. Памятникам палеолита, неолита, медного и бронзового веков, скифо-сарматских времён посвящены тома 2, 4, 6. Вопросам изучения античных государств Северного Причерноморья и городов Крыма посвящены тома 7, 11, 13. Вопросы исследования памятников древних славян и времён Киевской Руси затрагивались в томах 1, 3, 5.